# Direito previdenciário
O direito previdenciário é um ramo do direito público surgido da conquista dos direitos sociais no fim do século XIX e início do século XX. Seu objetivo é o estudo e a regulamentação do instituto seguridade social.

## História
Antes da concepção do instituto seguridade social, no século XX, o ser humano desenvolveu diferentes modalidades de auxílio aos membros de sua comunidade. Na Grécia e Roma antigas havia instituições de cunho mutualista que, mediante contribuição, visavam a prestação de assistência a seus membros mais necessitados.
Na Inglaterra, em 1601, surge a Lei dos Pobres, ou Poor Relief Act, um marco na concepção de um sistema de assistência social, regulamentando o auxílio aos necessitados. Tal lei permitia que o indivíduo em situação social precária tivesse o auxílio das paróquias. Ainda, os juízes de comarca tinham poder de lançar o imposto de caridade, pago por todos os donos de terras e além disso tinham o poder de nomear inspetores em cada paróquia com o objetivo de arrecadar e distribuir o montante acumulado pela lei.
Na Alemanha do fim do século XIX surgiram os arremedos do que é hoje a Seguridade Social. Em 1883, é instituído o seguro-doença; em 1884, cria-se o seguro acidente de trabalho; em 1889, o seguro de invalidez e velhice.
A partir daí, há uma proliferação, principalmente nos grande centros industriais, de uma série de garantias ao trabalhador, ora custeados exclusivamente pelos mesmos, ora divididos com o empregador:
- Em 1897 é criado na Inglaterra através do Workmen´s Compensation Act, o seguro obrigatório contra acidentes de trabalho;

- 1907, sistema de assistência à velhice e acidentes de trabalho;

- 1908, o Old Age Pensions Ac, objetivando a concessão de pensões a maiores de 70 anos;

- 1911, National Insurance Act, tratando do estabelecimento de um sistema compulsório de contribuições sociais a cargo do empregador, empregados e do Estado

- Em 1919, é criada a Organização Internacional do Trabalho (OIT);

Já a partir da primeira década do século XX as leis que versam sobre a matéria começam a fazer parte das Constituições nacionais, sendo nisto exemplos pioneiros a Constituição do México de 1917 e logo depois, a de Weimar, de 1919.
Com o New Deal do presidente norte-americano Franklin Roosevelt, novas garantias surgem, através do Social Security Act, e na Inglaterra o plano Beveridge de 1941 consolida a série de inovações da Seguridade Social da primeira metade de século XX.

### Evolução dos ministérios
- 1961 o então Ministério do Trabalho Indústria e Comércio passa a se chamar Ministério do Trabalho e Previdência Social (Lei 3.782/1960)[1]
- 1974 é criado o Ministério da Previdência e Assistência Social (MPAS) que se desvinculou do Ministério do Trabalho (Lei 6.036/1974)[2]
- 1990 é extinto o Ministério da Previdência e Assistência Social (MPAS) e é restabelecido o Ministério do Trabalho e Previdência Social (lei 8028/1990)[3]
- 1992 o Ministério do Trabalho e Previdência Social é dividido em Ministério do Trabalho e Ministério da Previdência Social (lei 8490/1992)
- 1995 o Ministério da Previdência Social (MPS) volta a ser novamente o Ministério da Previdência e Assistência Social (MPAS) (medida Provisória nº813/1995[4])
- 2003 (atual organização) o Ministério da Previdência e Assistência Social (MPAS) passa a ser denominado Ministério da Previdência Social (MPS) (lei 10.683/2003)[5]

## No Brasil
A primeira iniciativa brasileira, em relação à Previdência Social foi no séc. XIX, antes da independência, quando Dom Pedro I, ainda príncipe regente logrou uma carta de lei que concedia aos professores régios, com 30 anos de serviço, uma aposentadoria. Tal aposentadoria na época era denominada jubilação, quem optasse por permanecer no trabalho receberia um abono de 25% em sua folha de pagamento.
Em 10 de janeiro de 1835 foi criado o Montepio Geral de Economia dos Servidores do Estado (Mongeral) para Servidores Públicos Civis e Militares. Montepios são instituições em que, mediante o pagamento de cotas cada membro adquire o direito de, por morte, deixar pensão pagável a alguém de sua escolha. São essas as manifestações mais antigas de previdência social.
Em 1888, os empregados dos correios, pelo Decreto n° 9.912-A, de 26 de março, receberam o direito a aposentadoria. O decreto estabelecia 30 anos de serviço e 60 de idade. Nos anos posteriores foram criados vários fundos de pensões para os trabalhadores das estradas de ferro e das forças armadas. Em 1919 surge o seguro contra acidentes de trabalho em certas atividades.
Só em 24 de janeiro de 1923, com a Lei Eloy Chaves, criou-se um caixa de aposentadorias e pensões para cada uma das empresas ferroviárias, é considerado aí o ponto de partida da Previdência Social Brasileira. Com isso outras empresas foram autorizadas a construir um fundo de amparo aos trabalhadores.
Nos anos 30, as caixas foram substituídas pelos Institutos de Aposentadoria e Pensões, voltados para categorias como bancários, marítimos, industriários, comerciários, pessoal de transportes e cargas. Mais tarde a Lei Eloy Chaves, foi estendida á diversas outras categorias de funcionários públicos e muitas outras caixas de aposentadorias e pensões foram criadas.
Em 1° de maio de 1943, o Decreto-Lei n° 5.452, aprovou a Consolidação das Leis do Trabalho, elaborada pelo Ministério do Trabalho, Indústria e Comércio e que elaborou também o primeiro projeto de Consolidação das Leis de Previdência Social. Em 1945 criou-se o Instituto de Serviços Sociais do Brasil, em 1946 o Conselho Superior da Previdência Social e o Departamento Nacional de Previdência Social.
Finalmente a Lei n° 3.807, de 26 de agosto de 1960, criou a Lei Orgânica de Previdência Social - LOPS, que unificou a legislação referente aos Institutos de Aposentadorias e Pensões. O limite de idade para a aposentadoria que antes era de 50 anos foi ampliado para 55 anos, devido à expectativa de vida que havia aumentado consideravelmente em comparação com os níveis dos anos 20, e para não estimular a aposentadoria precoce, lei passou a exigir novo limite etário para homens e mulheres. Em 1963 criou-se o Fundo de Assistência ao Trabalhador Rural – FUNRURAL e o Regime Único dos Institutos de Aposentadorias e Pensões. O Decreto-Lei n° 72, de 21 de novembro de 1966, reuniu os seis Institutos de Aposentadorias e Pensões no Instituto Nacional de Previdência Social – INPS.
A Lei Complementar nº 7, de 7 de setembro de 1970, criou o Programa de Integração Social-PIS e a  Lei Complementar nº8, de 3 de dezembro de 1970, instituiu o Programa de Formação do Patrimônio do Servidor Público - PASEP. Em 1974 foi instituído o Ministério da Previdência e Assistência Social desmembrado doMinistério do Trabalho e da Previdência Social, no mesmo ano foi autorizado ao poder executivo construir uma empresa de processamento de dados da Previdência Social.
A Lei n° 6.439, de 1° de setembro de 1977, instituiu o Sistema Nacional de Previdência e Assistência Social (SINPAS), orientado, coordenado e controlado pelo Ministério da Previdência e Assistência Social, responsável "pela proposição da política de previdência e assistência médica, farmacêutica e social, bem como pela supervisão dos órgãos que lhe são subordinados" e das entidades a ele vinculadas. Em 1984 é aprovada a Consolidação das Leis da Previdência Social. O Ministério do Trabalho e da Previdência Social é restabelecido pela  Lei n° 8.029/90, que foi extinto novamente logo em 1992 pelo Ministério da Previdência Social (MPS), que é transformado em 1995 em ministério da Previdência e Assistência Social (MPAS).
Em 1991, é aprovada a Lei 8.213, de 14 de julho (DOU 14 de agosto de 1991), que "Dispõe sobre os Planos de Benefícios da Previdência Social e dá outras providências". Essa foi uma reforma crucial no Sistema Previdenciário Brasileiro, embora muitas outras mudanças tenham sido incorporadas através de Medidas Provisórias, Emenda Constitucional, Decretos, entre outros.
A Lei Complementar nº 85, de 15 de fevereiro de 1996, alterou o artigo 7º da Lei Complementar nº 70, de 30 de dezembro de 1991, que estabeleceu a Contribuição para Financiamento da Seguridade Social - COFINS. O decreto nº 3.048/99 aprovou o Regulamento da Previdência Social.
Em janeiro de 2005 o INSS passou por uma mudança estrutural em decorrência da Lei 11.098, que criou a Secretaria da Receita Previdenciária (SRP) com competência relativa à arrecadação, fiscalização, lançamento e normatização de receitas previdenciárias. Este órgão é diretamente ligado ao MPS. Até então essas competências eram do INSS.

## Previdência Social
A Previdência Social pode ser definida como um seguro social, que garante ao trabalhador e aos seus dependentes, amparo quando ocorre a perda, permanente ou temporária, de sua capacidade laborativa, em decorrência de riscos sociais (doença, acidente, gravidez, prisão, morte e velhice). Obedecido sempre o teto do Regime Geral de Previdência Social – (RGPS). Ela está inserida em um conceito mais amplo que é o da Seguridade Social, que por sua vez está dividida em três áreas de atuação: saúde, assistência social e previdência social.
Segundo Soibelmann, trata-se de um "[...]conjunto de medidas que garantem os riscos decorrentes da incapacidade de trabalho do indivíduo e a sua aposentadoria. Entre os benefícios da previdência social, contam-se, entre outros, os seguintes: auxílio-doença; pensão por morte; aposentadoria por invalidez, velhice ou tempo de serviço; assistência médica; abonos e pecúlios diversos."
A  Previdência Social paga, atualmente, mais de 22 milhões de pessoas. Estima-se que, direta e indiretamente, esteja beneficiando 77 milhões de pessoas, sendo, assim, é um fator muito importante no combate à pobreza e à desigualdade, promovendo aos idosos e as pessoas por ela beneficiadas uma relativa estabilidade social. O sistema previdenciário engloba uma grande massa de recursos e obrigações e, para que ele continue a funcionar, é necessário que cada participante contribua com parte de sua renda durante sua vida ativa. A Previdência brasileira baseia-se no sistema de partição simples: o trabalhador ativo de hoje financia os inativos, e posteriormente aqueles serão financiados por trabalhadores ativos quando chegarem à inatividade.

## Prestações concedidas aos beneficiários
Atualmente o Regime Geral de Previdência Social (RGPS) concede aos seus beneficiários as seguintes prestações:
- Aposentadoria por invalidez
- Aposentadoria por idade
- Aposentadoria por tempo de contribuição
- Aposentadoria especial
- Auxílio-Doença
- Auxílio-Acidente
- Salário Maternidade
- Salário Família
- Pensão por morte
- Auxílio Reclusão
- Serviço Social
- Reabilitação Profissional

Além de outras prestações especiais de caráter indenizatório previstas em legislações extravagantes como a pensão especial- talidomida,a pensão especial aos dependentes dos falecidos devido a hemodiálise em hospitais de Caruaru, indenização aos soldados da borracha, entre outros.

## Conselhos estruturais da Previdência Social
A previdência social tem como estrutura básica o Ministério da Previdência Social (MPS), o Instituto Nacional do Seguro Social (INSS),  a Empresa de Tecnologia e Informações da Previdência Social (DATAPREV) e os Órgãos Colegiados.
- Ministério da Previdência Social é integrante da administração direta. Atua tanto na Previdência Social quanto na previdência privada. É responsável pela formulação e gestão de políticas previdenciárias. Faz isso tanto em relação ao Regime Geral de Previdência Social (RGPS) quanto em relação ao regime próprio de previdência dos servidores públicos civis da União, estados, Distrito Federal e municípios. É segmentado em diversas secretarias.

- Instituto Nacional do Seguro Social é uma autarquia federal atualmente tem as funções inerentes à concessão de benefícios, a Secretaria de Receita Previdenciária (SRP) é que têm agora a finalidade de promover a arrecadação, a fiscalização e a cobrança das contribuições sociais incidentes sobre a folha de salários e demais rendimentos do trabalho que se destinam ao financiamento da Previdência Social. O INSS gere os recursos do Fundo de Previdência Social (FPAS), concede e mantém os benefícios previdenciários, bem como os benefícios assistenciais pagos aos idosos e pessoas portadoras de deficiências da baixa renda. O dinheiro para pagamento dos benefícios assistenciais, contudo, não é proveniente do FPAS, mas do Fundo de Assistência Social, com recursos do Tesouro Nacional. O INSS é oriundo dos extintos Instituto Nacional de Previdência Social (INPS) e Instituto de Administração Financeira da Previdência e Assistência Social (IAPAS). O INSS está organizado sob a forma de uma diretoria colegiada, com áreas administrativas  e técnicas, bem como unidades e órgãos descentralizados.

- Dataprev é uma empresa pública responsável por processar o pagamento de benefícios previdenciários e recolhimento das contribuições sociais das empresas e dos contribuintes individuais, bem como pela produção estatística  e informações gerenciais e informatização de órgãos previdenciários.

- Conselho Nacional de Previdência Social (CNPS) é um órgão superior de deliberação colegiada, tem como principal objetivo estabelecer o caráter democrático e descentralizado da administração, em cumprimento ao disposto no art. 194 da Constituição, com a redação dada pela Emenda Constitucional nº 20, que preconiza uma gestão quadripartite, com a participação do Governo, dos trabalhadores em atividade, dos empregadores e dos aposentados. Criado pela Lei nº 8.213, de 24 de julho de 1991[9]. É presidido pelo ministro da Previdência Social e é composto por 15 membros, 6 representantes do governo federal, 3 representantes dos aposentados e pensionistas, 3 representantes dos trabalhadores em atividade e 3 representantes dos empregadores.

- Conselhos de Previdência Social(CPS) foram criados em 2003, por força do Decreto nº 4.874, de 11 de novembro, e são unidades descentralizadas do Conselho Nacional de Previdência Social – CNPS. São canais de diálogo social que funcionam no âmbito das Gerências Executivas do Instituto Nacional do Seguro Social – INSS. Têm por objetivo, assim como o CNPS, apresentar propostas para melhorar a gestão e a política previdenciárias. São instâncias colegiadas e têm caráter consultivo e de assessoramento, podendo encaminhar propostas para serem deliberadas no âmbito do CNPS. Os conselhos buscam ampliar o diálogo entre a gerência-executiva do INSS e a sociedade, permitindo que as necessidades específicas de cada localidade no que diz respeito ao debate de políticas públicas e de legislação previdenciárias sejam atendidas de modo mais eficiente. Os CPS são compostos por 10 conselheiros, sendo 2 representantes dos trabalhadores, 2 dos empregadores, 2 dos aposentados e pensionistas e 4 do Governo, os quais se reúnem ao menos uma vez por bimestre. Cada representante tem como principal atribuição identificar características da Previdência que possam ser aperfeiçoadas; fazer propostas para melhorar a gestão do sistema previdenciário; facilitar o desenvolvimento e solidificação da gestão democrática e próxima dos cidadãos, além de exercer o controle social sobre a administração pública.[9]

- Conselho de Recursos da Previdência Social (CRPS) compete julgar as decisões do INSS nos processos de interesse dos beneficiários e contribuintes do RGPS. Funciona como uma espécie de tribunal administrativo e tem por função básica mediar litígios entre segurados ou empresas e a Previdência Social. O CRPS é formado por Câmaras de Julgamento (Caj), localizadas em Brasília, que julgam em segunda instância, e 28 Juntas de Recursos (JR) em vários estados da Federação e pelo Conselho Pleno que uniformiza a jurisprudência previdenciária.

- Conselho de Gestão da Previdência Complementar (CGPC) que delibera, coordena, controla e avalia a execução da política de previdência complementar das entidades fechadas de previdência privada.